# Panegyrik
Panegyrik (afledt af græsk panegyrikos 'som hører til folkefesten', af pan- og agyris 'forsamling'), er i moderne sprogbrug overdrevent rosende og svulmende lovprisning. Oprindelig anvendtes panegyrik som betegnelse for taler holdt ved folkeforsamlinger og senere for lovtaler i almindelighed.